# Vaga general uruguaiana de 1973
La vaga general de 1973 es va convocar a l'Uruguai després del cop d'estat del mateix any, el qual va marcar el començament de la dictadura. Amb una durada de més de 15 dies, del 27 de juny a l'11 de juliol de 1973, és la vaga general més llarga de la història del país.

## Antecedents
El 1973 el llavors president de l'Uruguai, Juan María Bordaberry Arocena, va declarar un cop d'estat què va tancar el parlament i va imposar un govern directe des d'una Junta de generals militars.
El «motiu oficial» del cop d'estat va ser la necessitat d'enfrontar els Tupamaros, un grup d'activistes d'esquerra que s'oposaven a la dictadura i a la repressió militar. Els Tupamaros, com a moviment marxista de guerrilla urbana, suposava un enemic per als interessos polítics del govern.
Els sindicats generals de treballadors, d'orientació política esquerrana, entre ells el PIT-CNT, van convocar, amb motiu d'aquest fet, una vaga que es va estendre durant més de dues setmanes. A més a més, els sindicalistes van proposar l'ocupació de diverses fàbriques. La vaga general, mentrestant, va acabar amb pràcticament tots els seus partidaris en presó, assassinats o exiliats a l'Argentina. Com a resultat de la vaga general, el president Bordaberry va decidir il·legalitzar i prohibir tots els sindicats.
Els sindicats i els partits polítics van romandre il·legals a l'Uruguai fins a l'any 1984, quan una nova vaga general va obligar els militars a acceptar un govern civil i la restauració de la democràcia al país (vegeu Eleccions generals de l'Uruguai de 1984).